# Uralvagonzavod
La Uralvagonzavod (in russo УралВагонЗавод?, ossia: Fabbrica di vagoni ferroviari degli Urali); ufficialmente in russo Научно-производственная корпорация «Уралвагонзавод» имени Ф. Э. Дзержинского?, 'Naučno-proizvodstvennaâ korporacija «Uralvagonzavod» imeni F. Ė. Dzeržinskogo' (Compagnia di ricerca e produzione "Uralvagonzavod" intitolata a Feliks Ėdmundovič Dzeržinskij), è un grande complesso industriale militare della Federazione Russa, situato a Nižnij Tagil nella regione degli Urali che produce soprattutto armamenti, macchinari e veicoli pesanti. In particolare la fabbrica è un grande centro di produzione di carri armati, il più importante, e quello con la maggior produzione, al mondo.
Costruita e attivata nel 1936 nel corso del secondo piano quinquennale dell'Unione Sovietica come centro alternativo di industria pesante, lontano dai tradizionali poli industriali russi, durante la seconda guerra mondiale l'impianto prese il nome di Fabbrica N° 183, e vi venne trasferita la produzione in massa del T-34 che svolse un ruolo decisivo per la vittoria dell'Armata Rossa. Dopo la guerra e anche dopo la dissoluzione dell'Unione Sovietica ha continuato a produrre decine di migliaia di carri armati, prima per le forze armate sovietiche e poi per l'Esercito della Federazione Russa. I mezzi corazzati prodotti dalla Uralvagonzavod sono stati esportati in tutto il mondo, soprattutto a nazioni alleate o amiche dell'Unione Sovietica e della Federazione Russa.
Dopo l'inizio della guerra tra Russia e Ucraina nel febbraio 2022, la fabbrica, che è stata sottoposta a sanzioni dalle potenze occidentali in quanto azienda del complesso militare-industriale, ha cercato di incrementare al massimo la produzione di carri armati moderni per l'esercito russo.

## Storia
La fabbrica venne costruita a Nižnij Tagil nel periodo 1931-1936, durante il secondo piano quinquennale attivato dalla dirigenza sovietica con un programma di industrializzazione accelerata, e venne completata e ufficialmente messa in funzione l'11 ottobre 1936; l'impianto fu intitolato con il nome del famoso rivoluzionario bolscevico Feliks Ėdmundovič Dzeržinskij. Uralvagonzavod nei primi anni della sua attività produceva soprattutto, secondo i programmi del piano, carri merci per trasporti su rotaia.

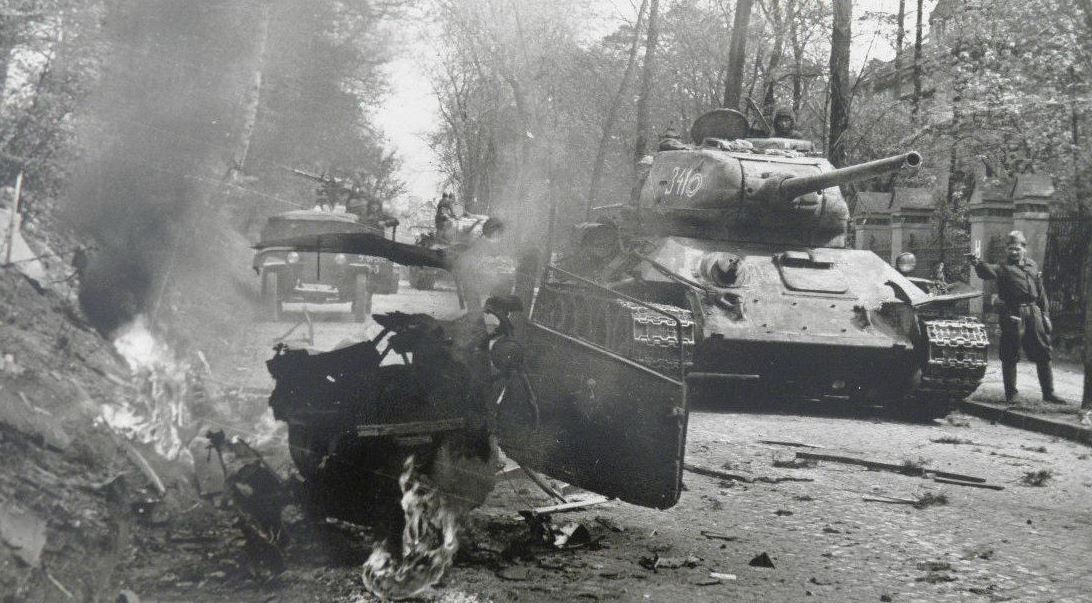
T-34/85 in azione durante le battaglie finali della seconda guerra mondiale.

Il 22 giugno 1941 la Germania nazista sferrò l'operazione Barbarossa avanzando in profondità nel territorio dell'Unione Sovietica e mettendo in pericolo le più importanti strutture produttive industriali del paese. L'andamento rapidamente catastrofico delle operazioni costrinse Stalin a prendere fin dai primi giorni della guerra sul fronte orientale provvedimenti disperati per salvaguardare le industrie pesanti sovietiche essenziali per mantenere e potenziare lo sforzo bellico contro l'invasore. Centinaia di stabilimenti industriali furono quindi evacuati con la massima urgenza dalle regioni dell'Ucraina e della Russia occidentale che stavano per cadere in mano dei tedeschi e vennero trasferiti verso est dove avrebbero dovuto essere rimessi in funzione al più presto per riprendere la produzione di armamenti essenziali per l'Armata Rossa.

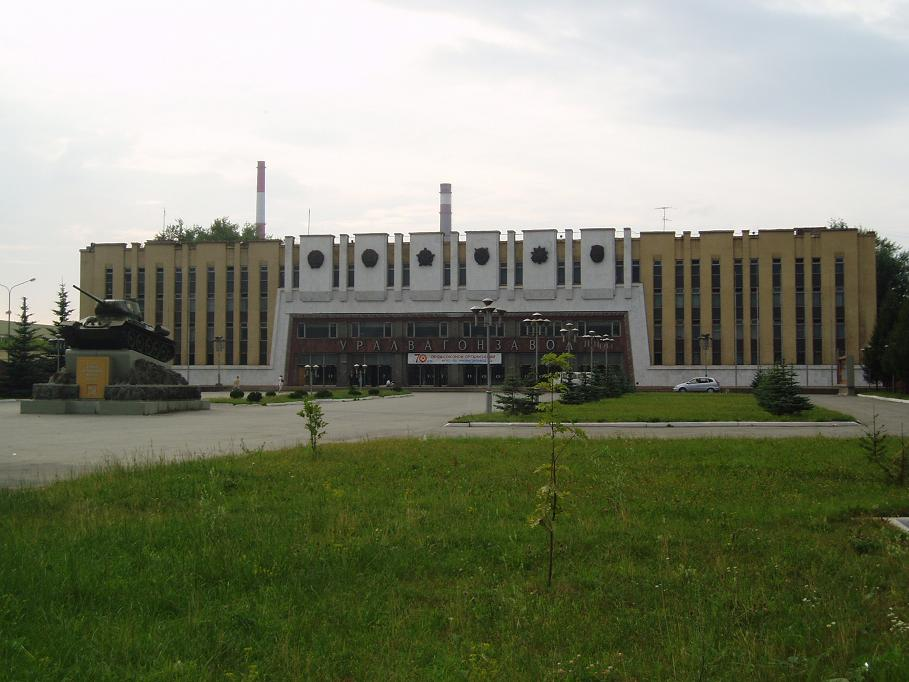
L'entrata principale della fabbrica.

La grande fabbrica meccanica N. 183 ("KhPZ N. 183") di Char'kov, che era il principale centro di sviluppo e produzione di mezzi corazzati dell'Armata Rossa, all'inizio della guerra aveva subito potenziato al massimo la produzione dell'essenziale carro armato medio T-34, ma la città era minacciata dall'avanzata tedesca e quindi gli impianti vennero evacuati per ferrovia e trasferiti a Nižnij Tagil dove furono frettolosamente integrati nelle officine Dzeržinskij. In questo modo venne attivato in tempi rapidissimi il nuovo "stabilimento per la produzione di carri armati degli Urali" N. 183 intitolato a "I. Stalin" che divenne il principale produttore del fondamentale T-34. Nella grande fabbrica degli Urali vennero anche trasferiti parti del Kombinat metallurgico di Mariupol' "Illič" e dell'impianto di macchine utensili di Mosca "Ordžonikidze". La capacità produttiva del nuovo stabilimento era formidabile e durante la seconda guerra mondiale la Uralvagonzavod N. 183 di Nižnij Tagil divenne ben presto la più grande fabbrica di carri armati del mondo e contribuì in modo sostanziale alla produzione del carro T-34, costruendo 25.266 esemplari di questo mezzo corazzato, il cui impiego in massa da parte delle forze sovietiche ebbe un ruolo decisivo nella vittoria finale dell'Armata Rossa. L'Uralvagonzavod produsse in particolare oltre il 78% del modello migliorato T-34/85 che entrò in azione a partire dall'inverno 1943-1944 assicurando la superiorità alle forze corazzate dell'Armata Rossa.

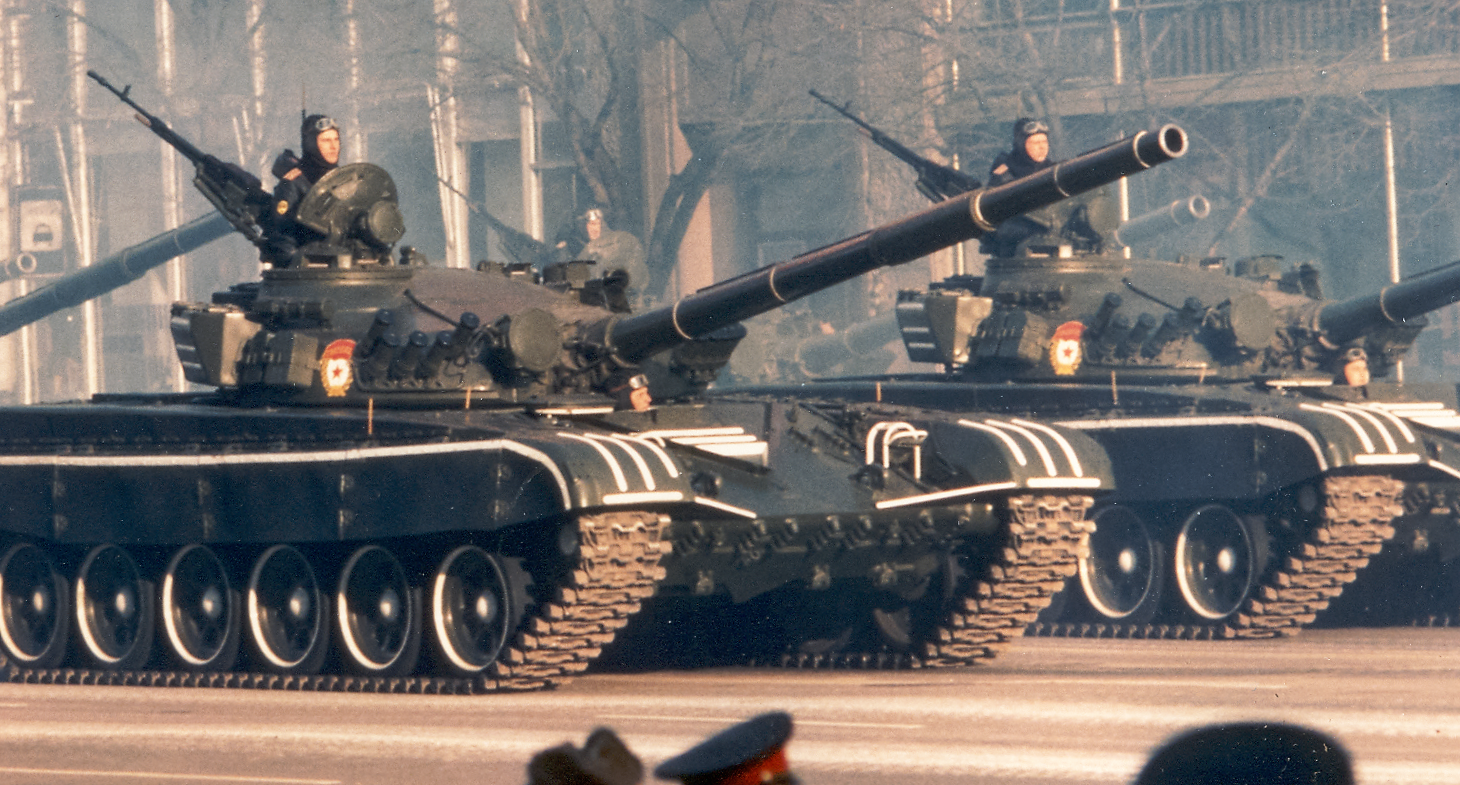
Carri armati dell'Esercito sovietico T-72 durante una parata nel 1983.

Dopo la fine del conflitto mondiale la produzione di carri armati venne ridotta e parti dello stabilimento, in particolare gli impianti per la progettazione e costruzione dei vagoni ferroviari, furono trasferite nel periodo 1945-1951 alla "Fabbrica Diesel N. 75" a Char'kov. L'Uralvagonzavod di Nižnij Tagil diversificò le sue produzioni e iniziò anche la fabbricazione di macchinari non destinati all'industria degli armamenti; in particolare vennero prodotte attrezzature e macchine destinate all'agricoltura, alle costruzioni pesanti, all'aeronautica, all'industria spaziale comprese componenti delle capsule sovietiche Vostok e Voschod e dei razzi Proton e Energia.
L'Uralvagonzavod, oltre a produrre macchinari non direttamente correlati alla produzione militare, è rimasta per tutta la storia dell'Unione Sovietica del dopoguerra la principale industria produttrice di carri armati; l'Ufficio tecnico Karcev-Venediktov (OKB-520) ha svolto la sua attività a Nižnij Tagil e ha contribuito alla progettazione dei principali mezzi corazzati sovietici. In particolare l'Uralvagonzavod ha prodotto un gran numero di carri armati T-54 e T-55, che erano stati originariamente progettati dall'Ufficio tecnico di Morozov. Questo carro, il primo vero carro da combattimento principale della storia militare, venne prodotto per molti anni a Nižnij Tagil, allo stabilimento di Char'kov e alla Omsktransmaš di Omsk.
A partire dalla fine degli anni sessanta, la Uralvagonzavod passò a produrre i T-62 e T-72, che fino alla dissoluzione dell'Unione Sovietica costituivano il nerbo delle forze meccanizzate dell'Esercito sovietico. Grandi quantità di questi carri inoltre furono forniti alle nazioni alleate del Patto di Varsavia e ai paesi simpatizzanti nel mondo con l'Unione Sovietica, e presero parte a numerosi conflitti regionali.
Dopo il crollo dell'Unione Sovietica nel 1991, l'Uralvagonzavod ha continuato la sua attività produttiva, divenendo la principale produttrice di mezzi corazzati della industria di armamenti della Federazione Russa; la fabbrica ha prodotto il moderno carro T-90 che è stato anche venduto in notevoli quantità all'Esercito indiano e ha lavorato a lungo su un mezzo avanzato di nuovo generazione, inizialmente identificato come T-95. Nel 2015 è stato finalmente rivelato in pubblico, durante la Parata militare della Vittoria del 2015, il T-14 Armata, che dovrebbe costituire il nuovo carro armato principale dell'Esercito della Federazione Russa progettato e costruito dalla Uralvagonzavod.
Uralvagonzavod produce vagoni merci, carri cisterna, autoveicoli, carri armati e altri veicoli militari, giocando un ruolo importante nel mercato mondiale degli armamenti. Nel 2010 e 2011 è entrata a far parte della lista della cento più grandi imprese mondiali produttrici di armi. Il conglomerato Uralvagonzavod ha assunto anche il controllo di altri due importanti stabilimenti dell'industria degli armamenti russa: l'Omsktransmaš di Omsk e la Uraltransmaš di Ekaterinburg, assumendo un ruolo dominante nella produzione di mezzi terrestri per l'esercito.

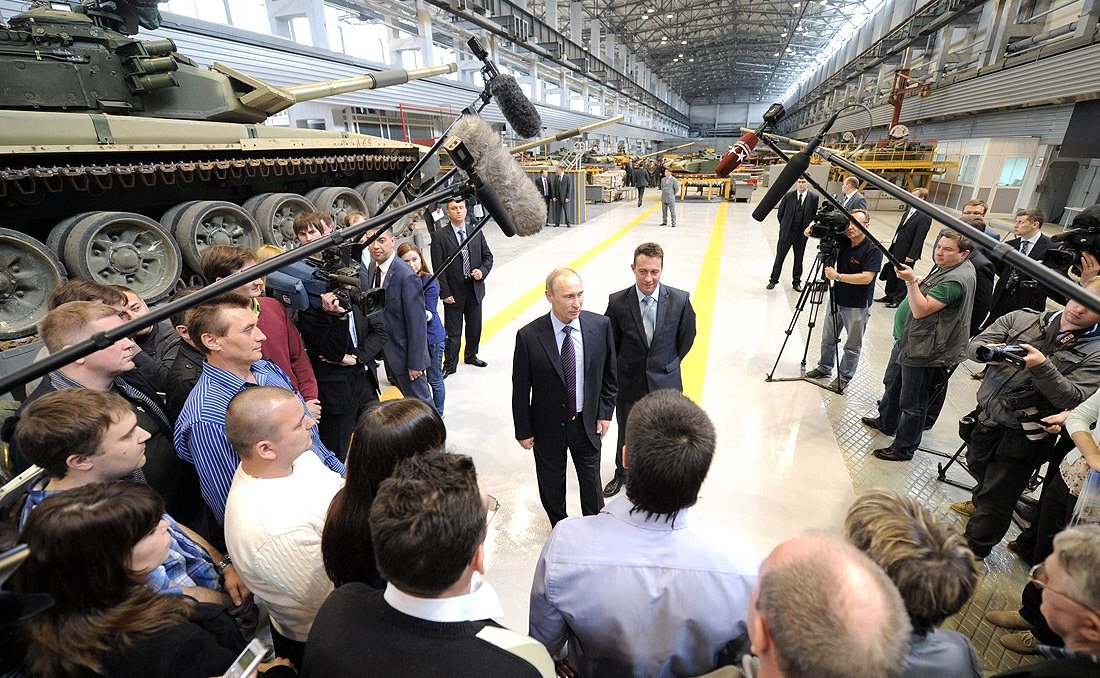
Il Presidente della Federazione Russa Vladimir Putin in visita agli stabilimenti dell'Uralvagonzavod.

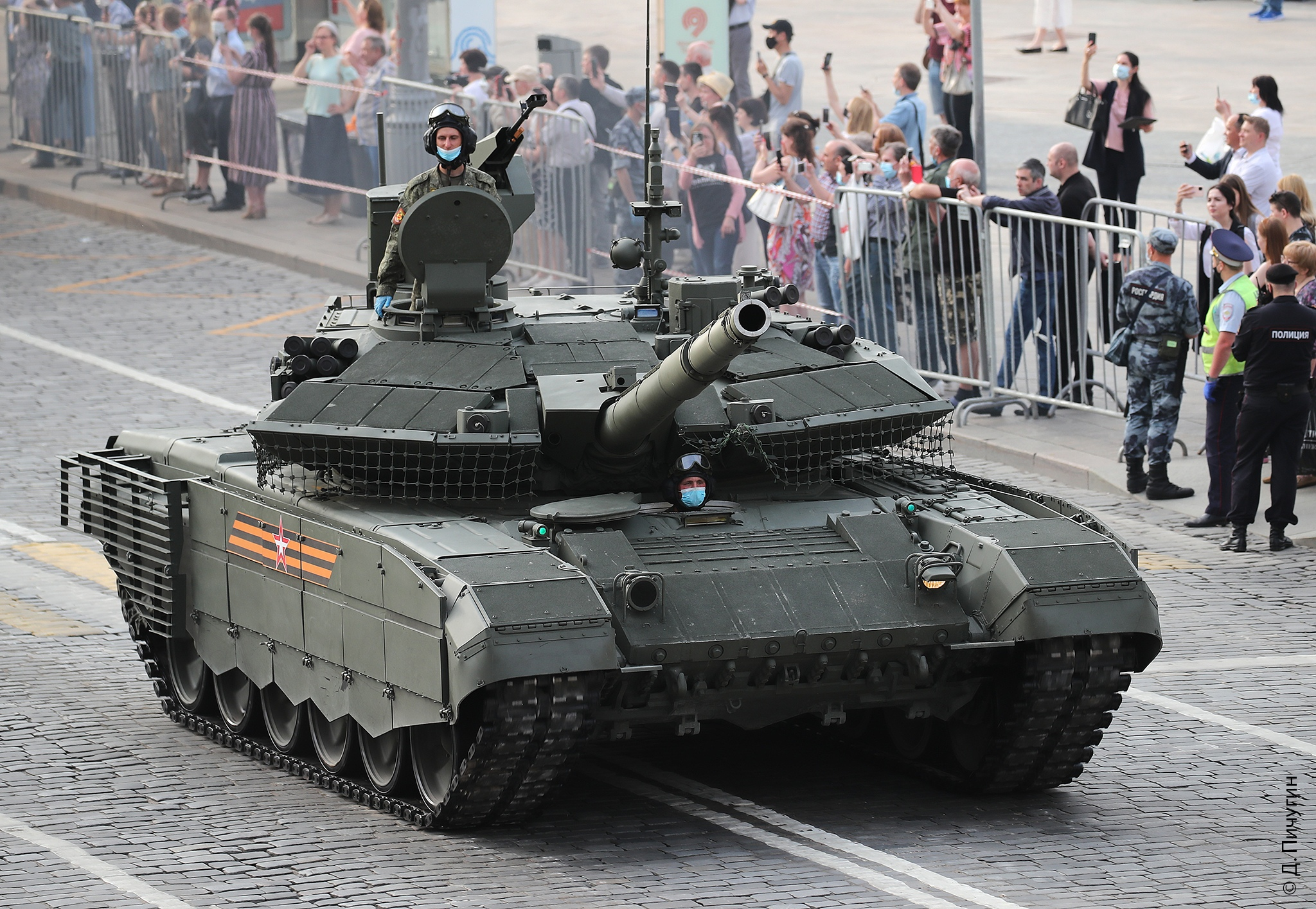
Il T-90M, il carro russo più moderno in combattimento un Ucraina, viene prodotto alla Uralvagonzavod.

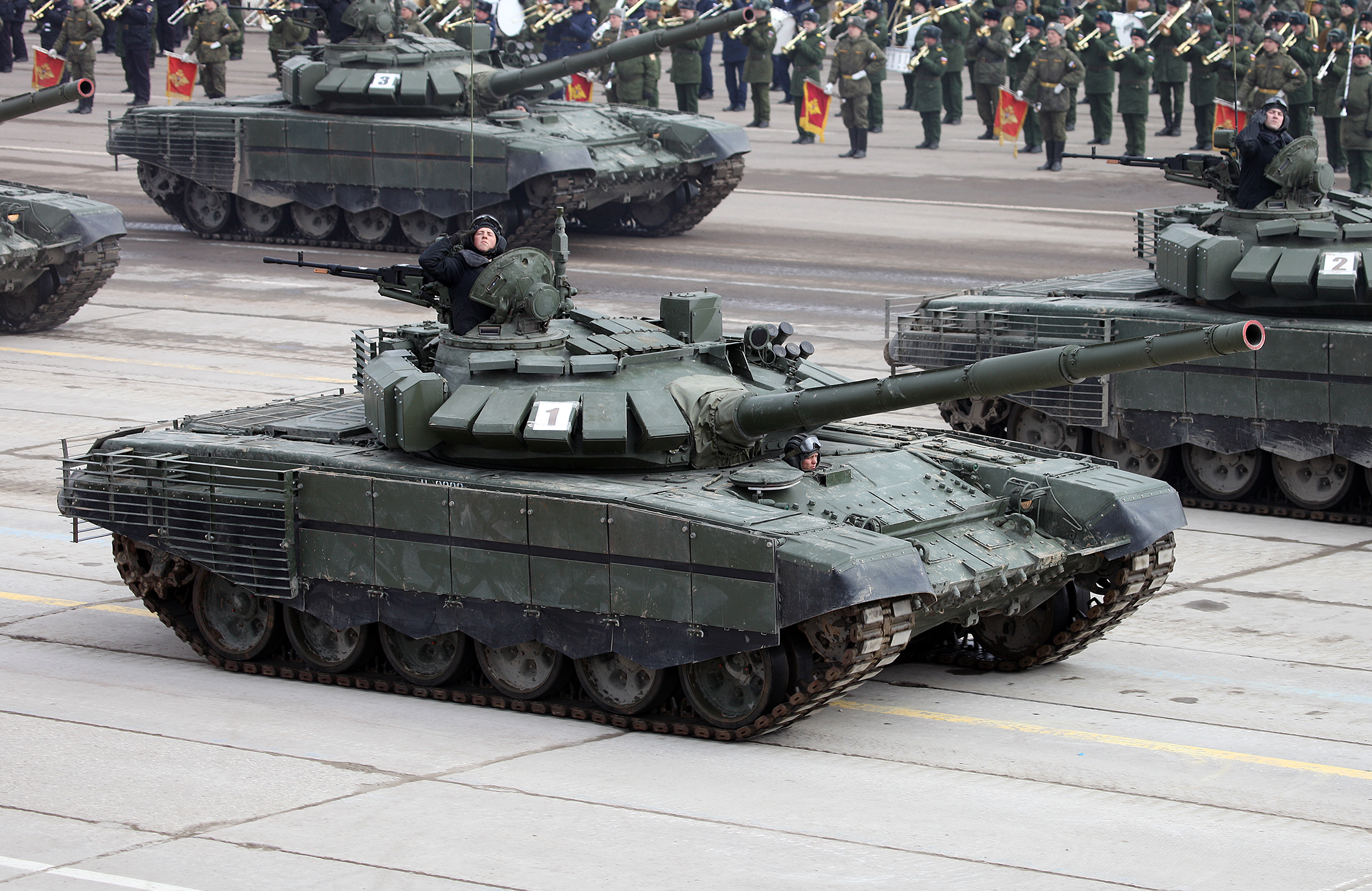
Il T-72B3M modernizzato viene ugualmente prodotta dalla Uralvagonzavod per la guerra in Ucraina.

Nonostante la grande importanza della sua produzione di armamenti, Uralvagonzavod fornisce anche una rilevante quantità di prodotti per l'industria civile; il 46,9% della sua produzione complessiva è dedicata all'impiego civile; in particolare nel periodo gennaio-aprile 2010 ha prodotto 3825 veicoli ferroviari scoperti e 1660 vagoni cisterna. Dal punto di vista finanziario, l'Uralvagonzavod ha conseguito utili netti crescenti nel 2010, 2011 e 2013, mentre nel 2014 la situazione economica dello stabilimento è peggiorata con un appesantimento delle passività a lungo termine nonostante i buoni risultati produttivi con la fabbricazione nel 2013 di 20.500 veicoli e nel 2014 di 22.000 vagoni e veicoli ferroviari di tutti i tipi. Uralvagonzavod ha risentito delle sanzioni economiche degli Stati Uniti contro la Federazione Russa a seguito della situazione di tensione militare in Ucraina e il 17 luglio 2014 lo stabilimento è stato inserito nella lista del governo statunitense di imprese soggette al boicottaggio economico. Questi avvenimenti hanno influito sull'attività della Uralvagonzavod che ha dovuto ridurre la produzione e sospendere l'impiego di 5.000 dipendenti.
Nonostante le difficoltà finanziarie Uralvagonzavod è impegnata in un programma su vasta scala per la modernizzazione e l'ottimizzazione della produzione, migliorando in particolare i livelli qualitativi metallurgici. È previsto inoltre il potenziamento dei programmi produttivi nel settore delle perforazioni mobili e delle automotrici. È programmata la costruzione a Nižnij Tagil di un nuovo stabilimento con grande capacità per la produzione di vagoni merci e di altro materiale ferroviario; nel corso della esposizione "Innoprom 2014", è stato presentato un innovativo tram a pianale ribassato modello 71-410. Nel 2015 è iniziata la produzione di una nuova generazione di carri cisterna su piattaforma.
Uralvagonzavod ha continuato la produzione nel settore degli armamenti; in collaborazione con il Ministero della difesa della Federazione Russa era in programma la produzione di una nuova serie di 261 carri armati T-90; la maggior parte di questi mezzi corazzati avrebbe dovuto essere assegnata al Distretto militare del Caucaso settentrionale. Era inoltre in corso un programma di ammodernamento del gran numero di carri armati T-72 ancora a disposizione delle forze armate della Federazione Russa. Il programma militare più importante della Uralvagonzavod avrebbe dovuto essere incentrato sulla produzione della famiglia di veicoli corazzati della serie "Armata". Uralvagonzavod cercava di espandere le sue attività e ha promosso accordi di collaborazione con aziende straniere, in particolare in Mongolia e Kazakistan. Nel 2012 era stata acquisita la proprietà di una società di costruzioni kazaka che produrrà nei prossimi anni il materiale rotabile per le ferrovie del Kazakistan.
Le esigenze della guerra russo-ucraina hanno completamente cambiato la situazione e le priorità di Uralvagonzavod, che ha concentrato l'attività sulla produzione del T-90M e del T-72B3M modernizzato per l'esercito russo in combattimento; le linee produttive sono state potenziate, estendendo in modo radicale le ore di lavoro e riducendo al minimo le pause produttive; sembra che, nonostante notevoli difficoltà organizzative e tecniche, i risultati produttivi siano stati soddisfacienti e che la quantità di carri armati costruiti sia aumentata in modo sostanziale. La società è stata sottoposta ad una nuova serie di sanzioni da parte delle potenze occidentali, in quanto azienda di importanza fondamentale del complesso militare-industriale russo.

## Onorificenze
Sovietiche
Russe
- Diploma del Comandante in Capo Supremo delle Forze Armate della Federazione Russa (10 ottobre 2016)[3]

## Galleria d'immagini

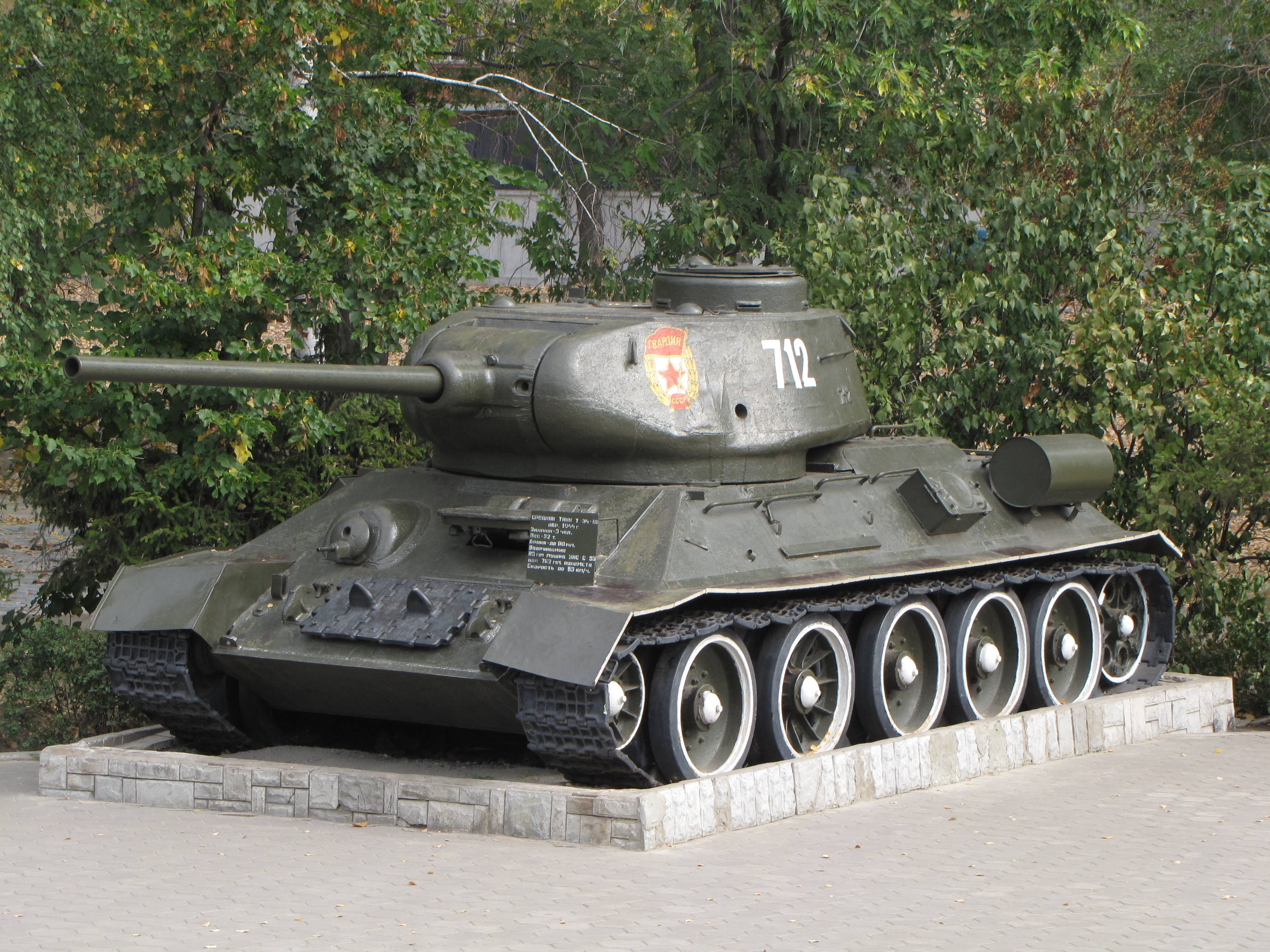
Carro armato T-34/85 dell'Armata Rossa
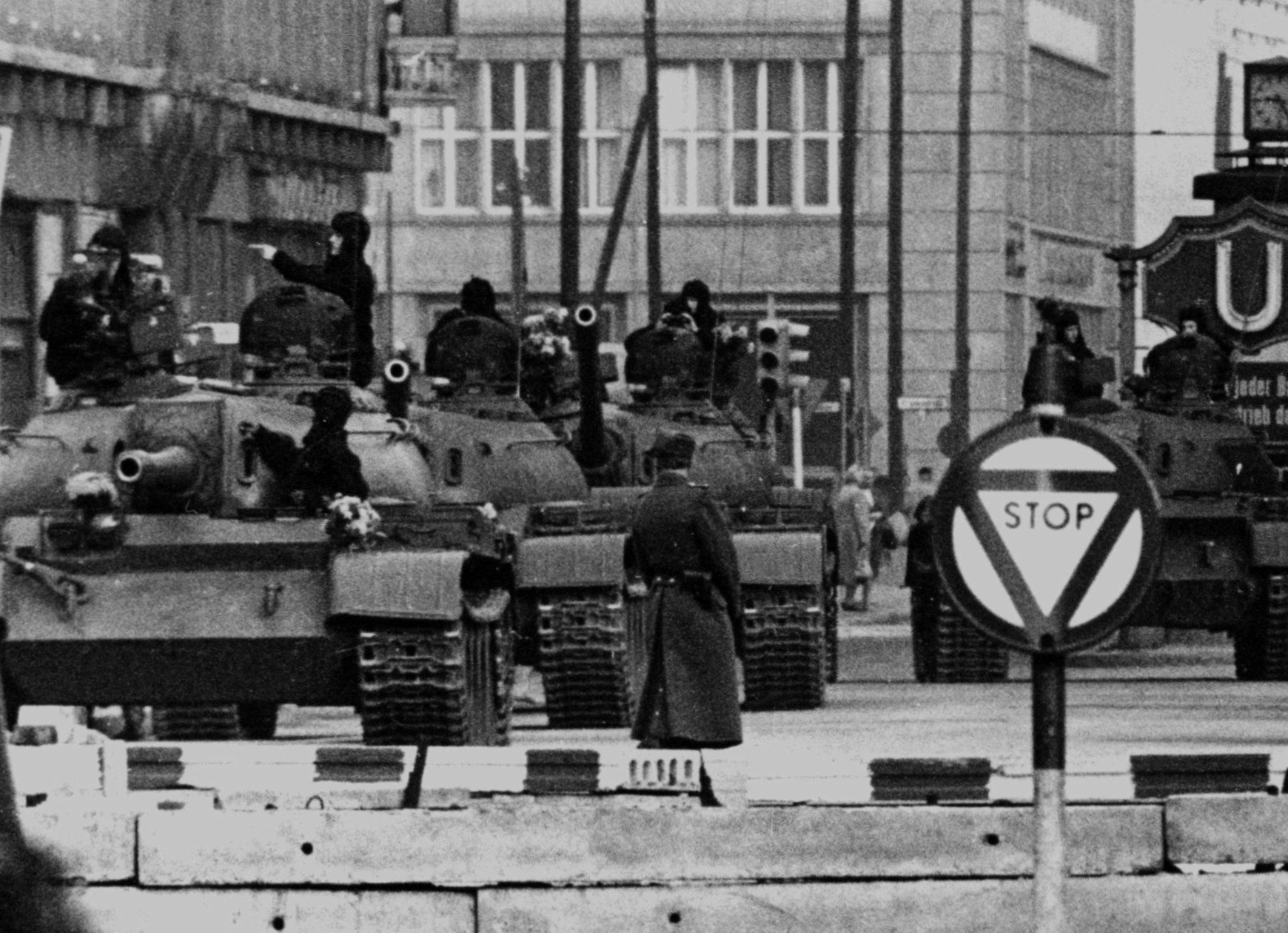
Carri armati T-54/55 sovietici durante la Crisi di Berlino del 1961
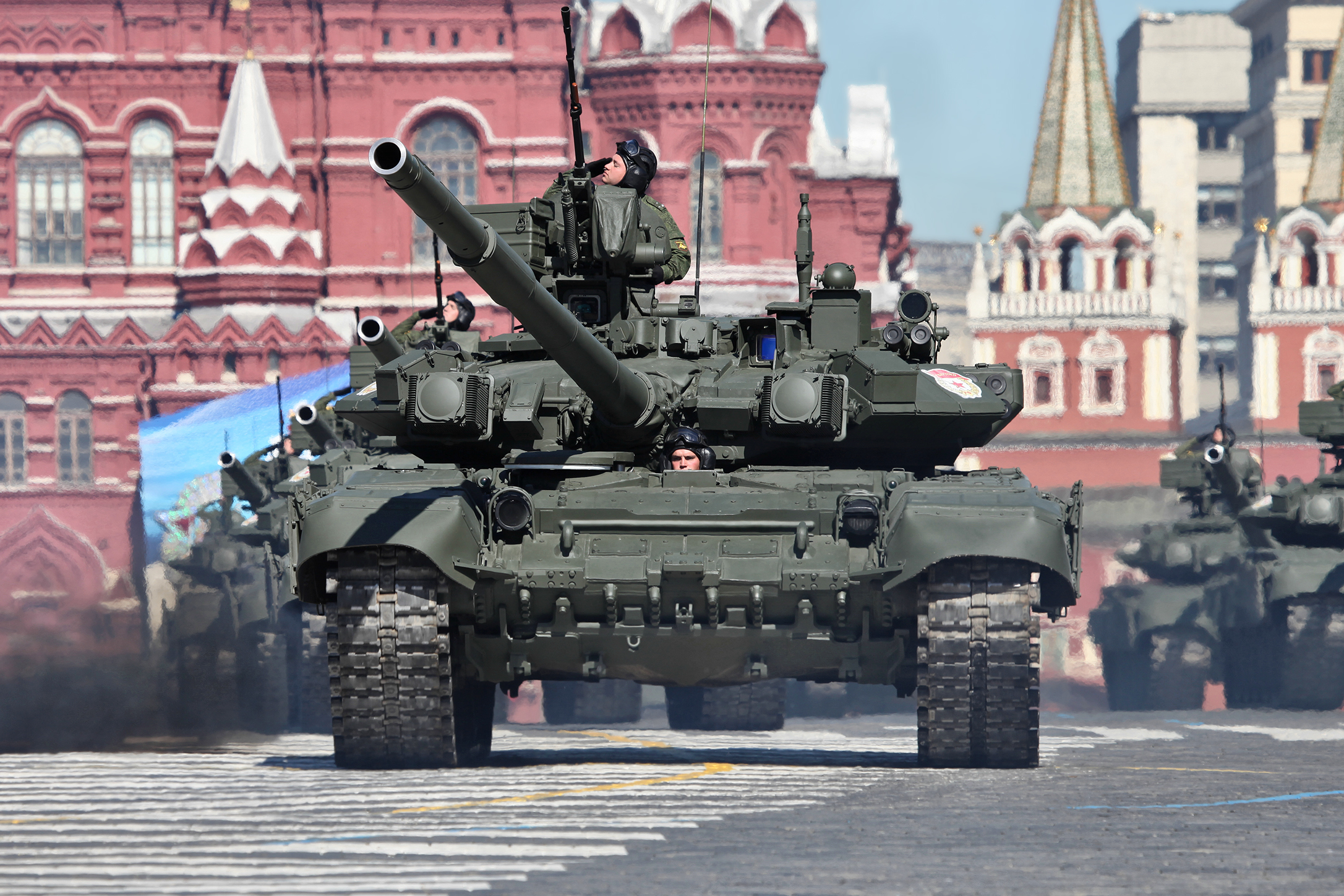
Carro armato T-90 dell'Esercito della Federazione Russa
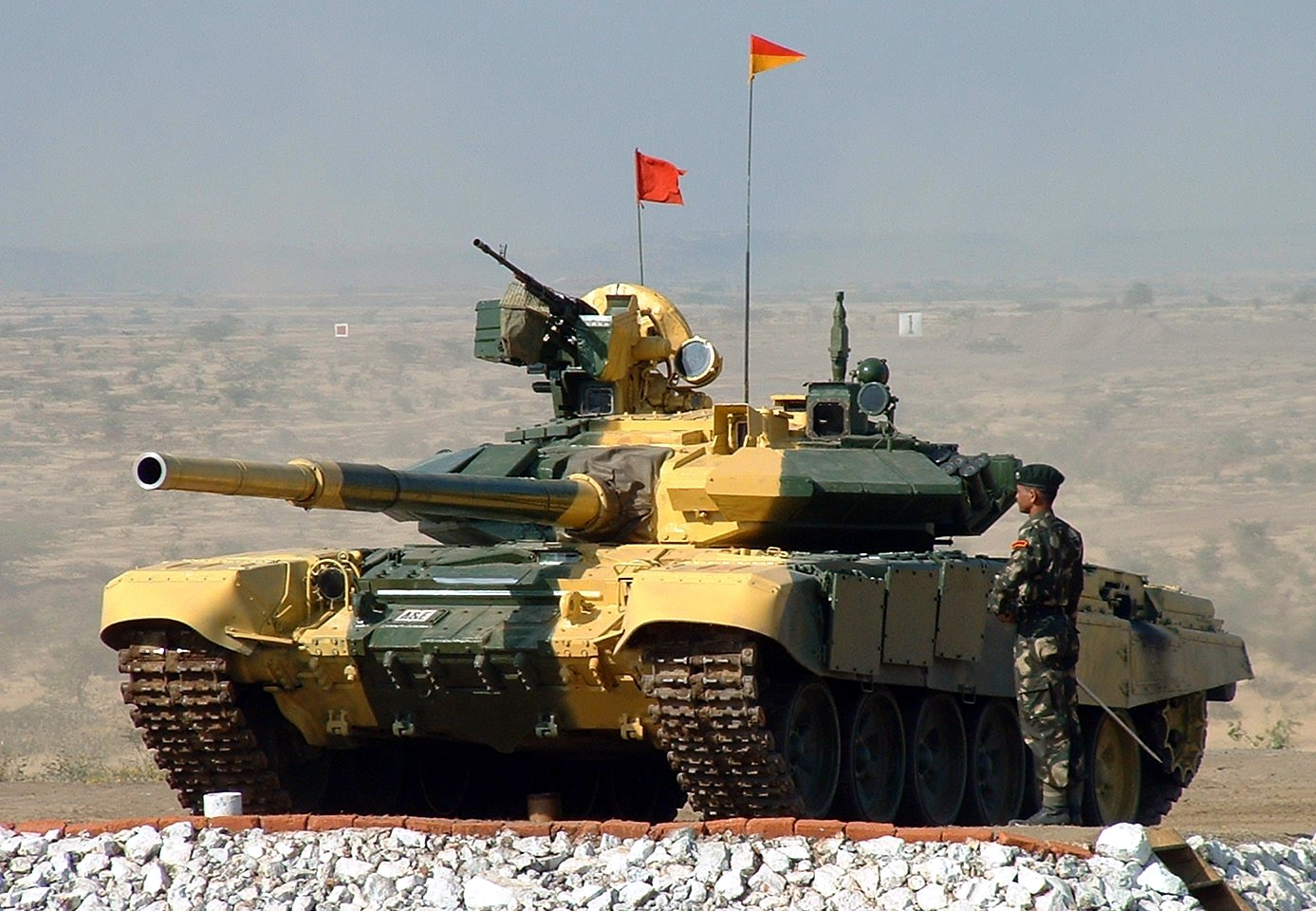
Carro T-90 dell'Esercito indiano
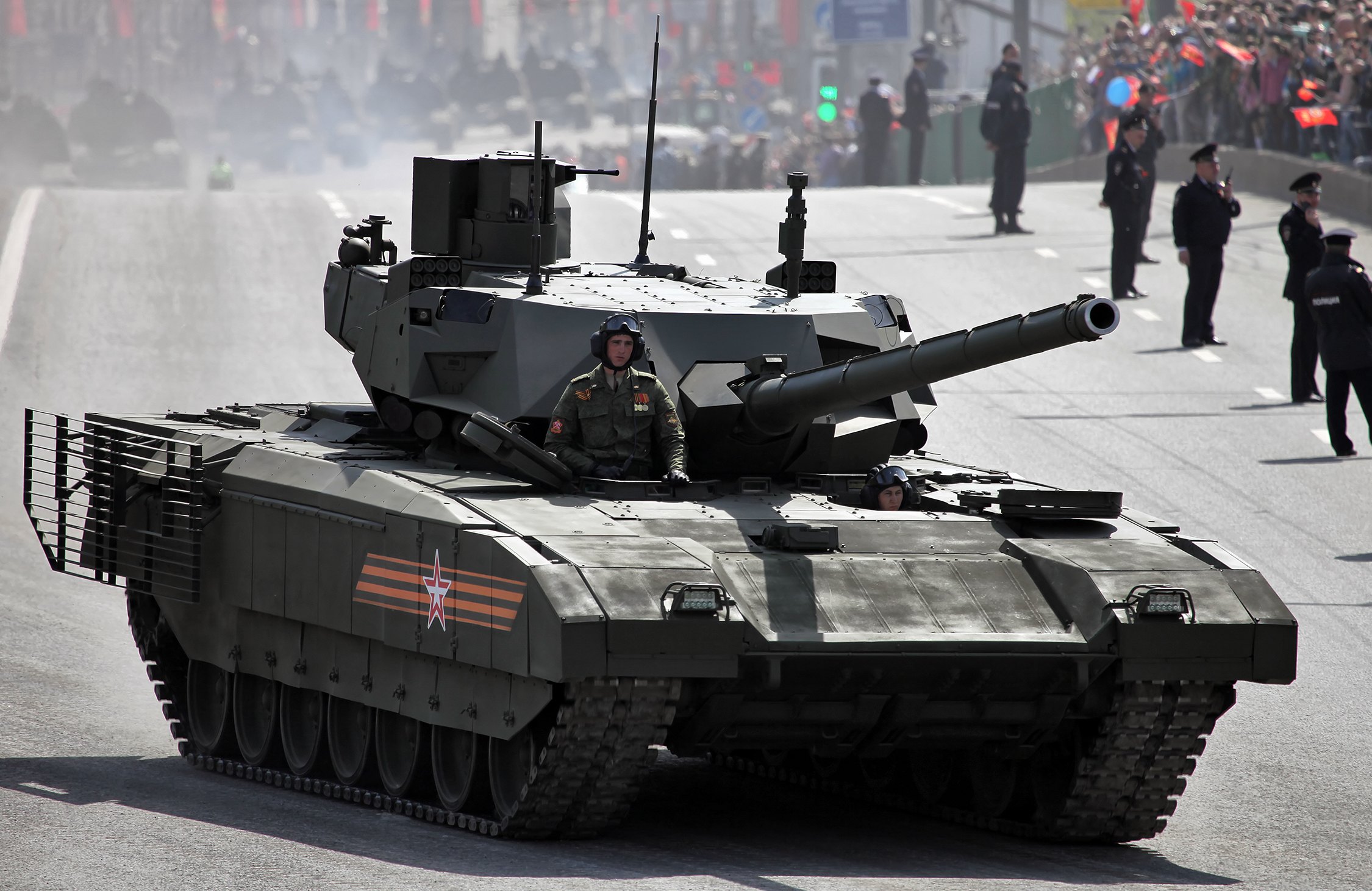
Il carro armato di nuova generazione T-14 Armata
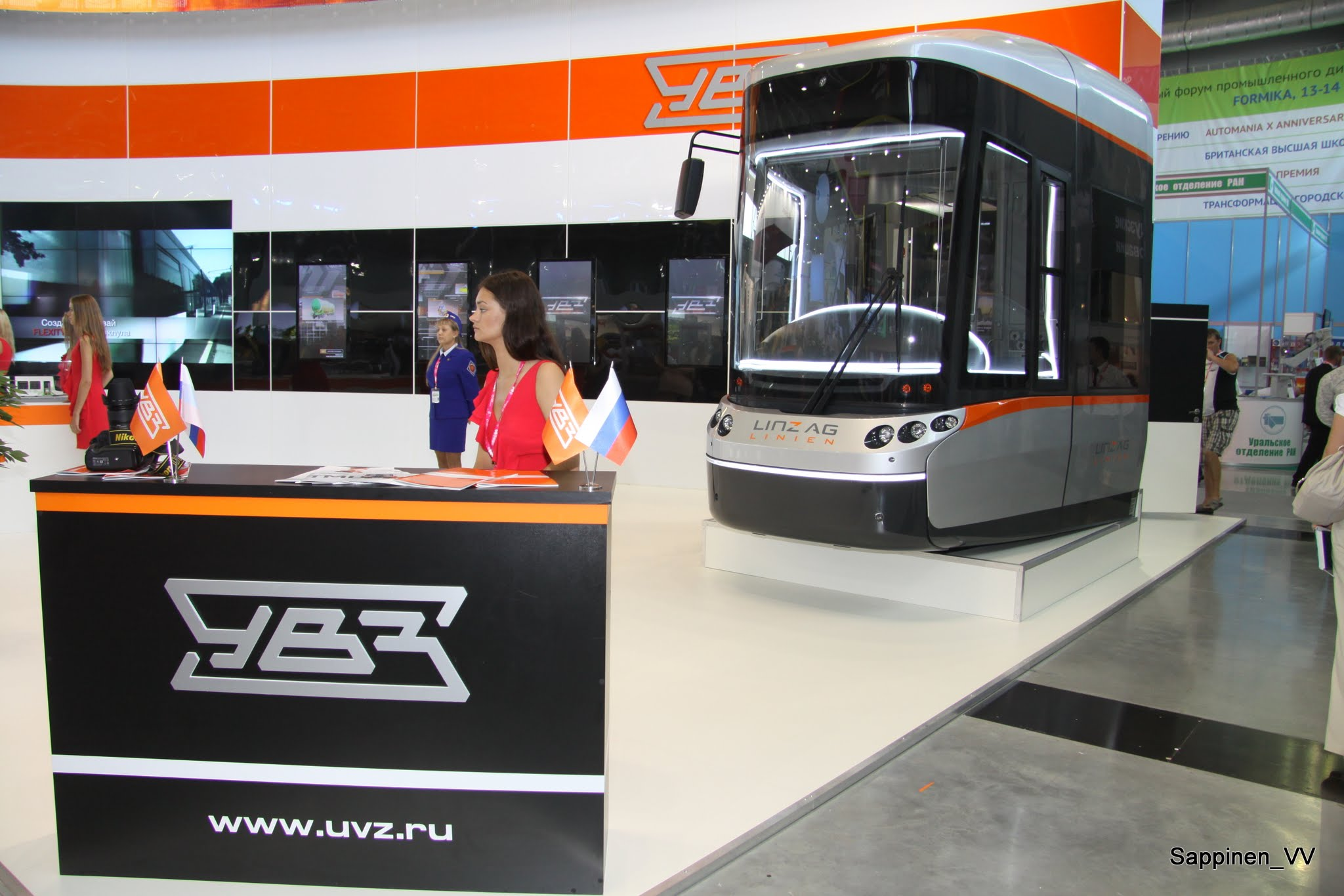
Tram a pianale ribassato della Uralvagonzavod
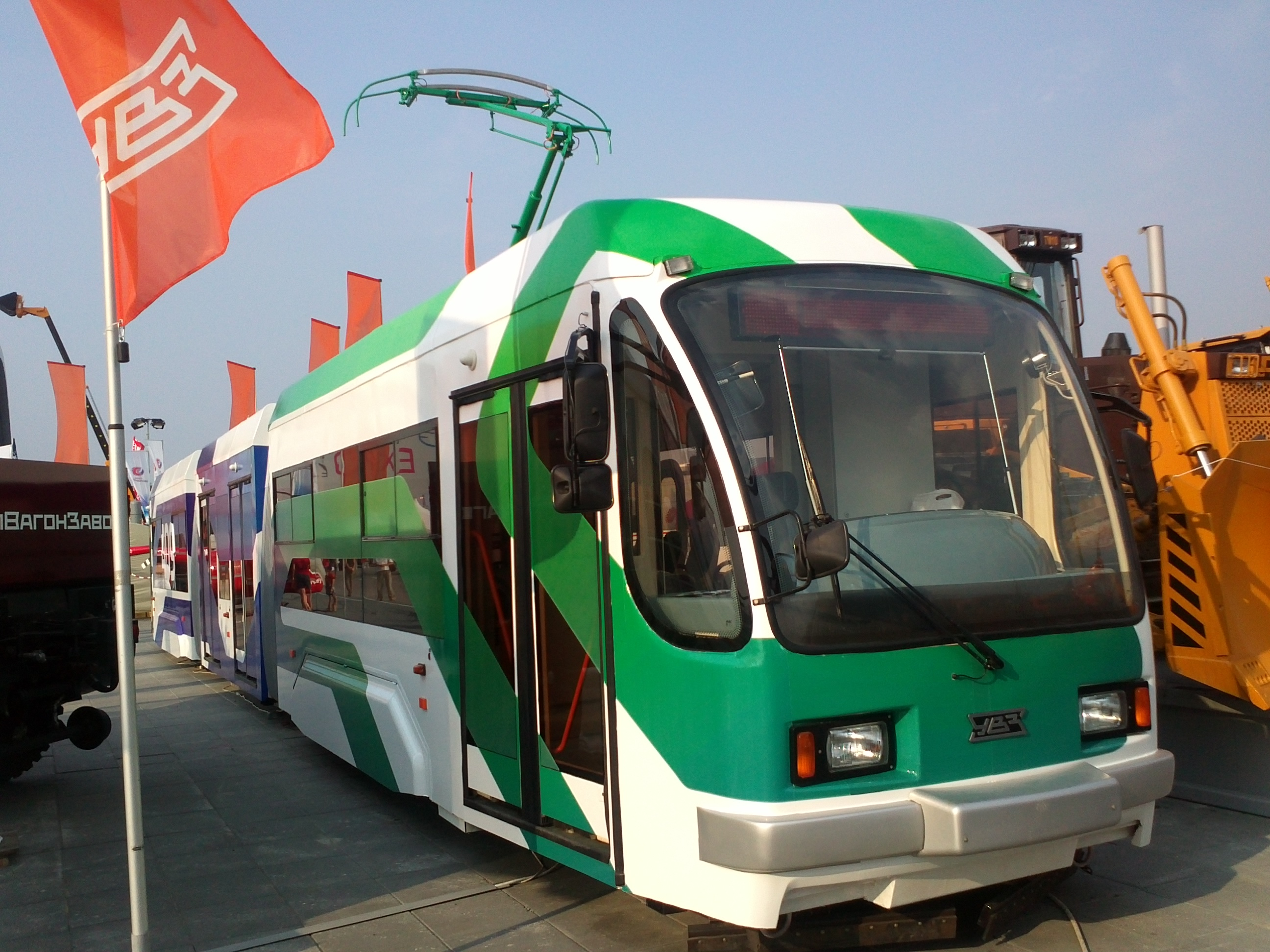
Tram prodotto dalla Uralvagonzavod
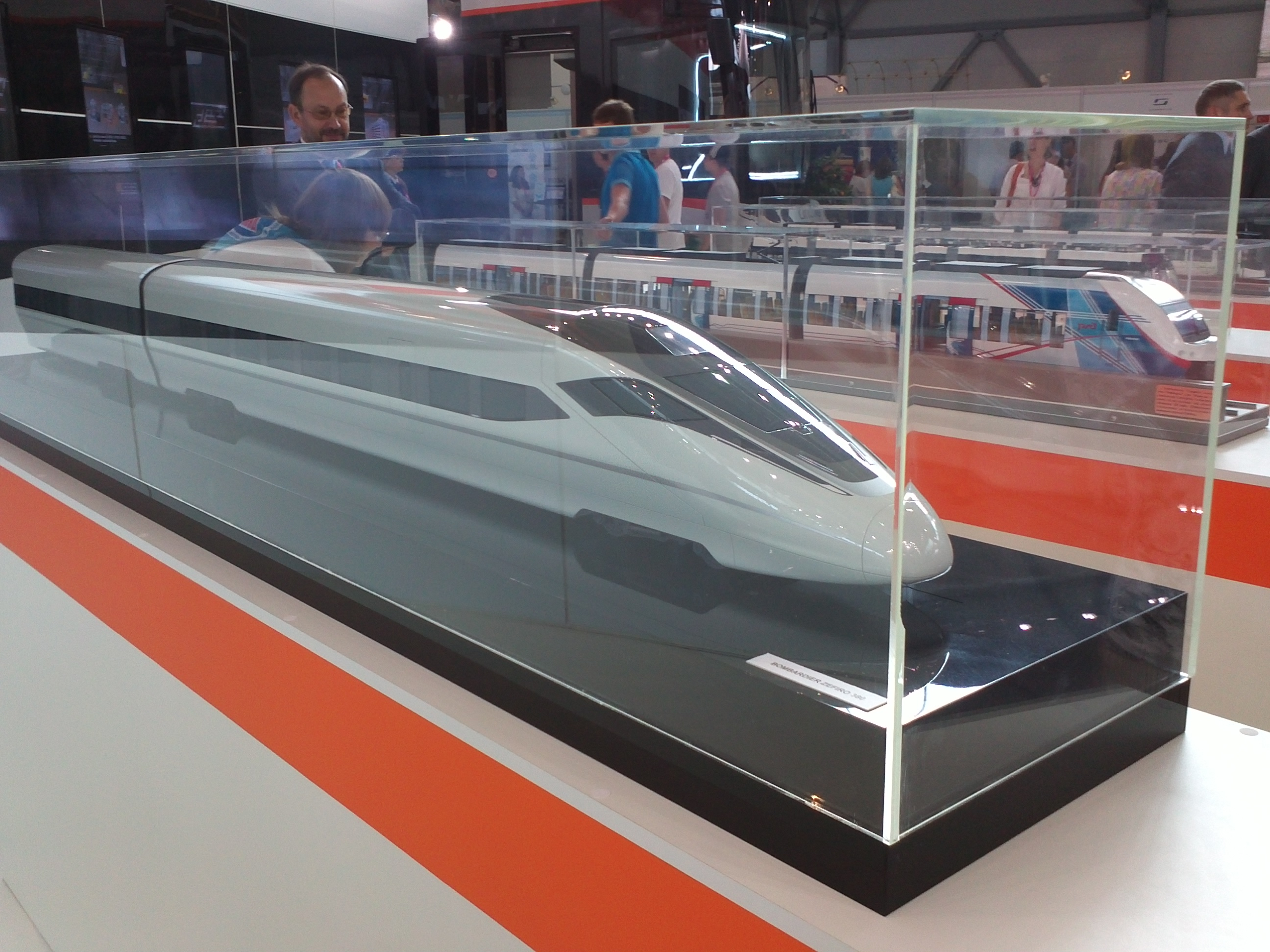
Progetto di un treno del futuro
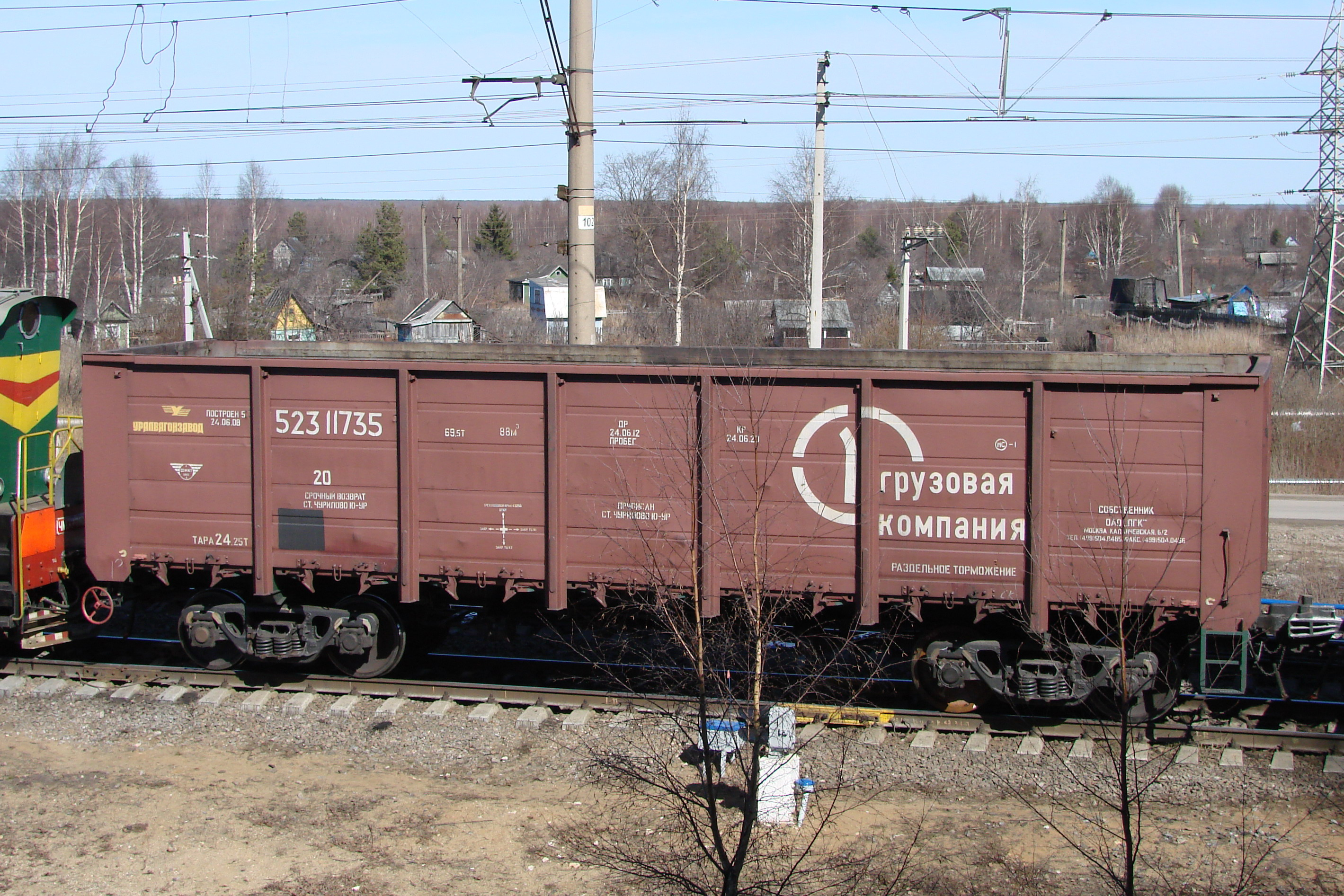
Carro ferroviario scoperto
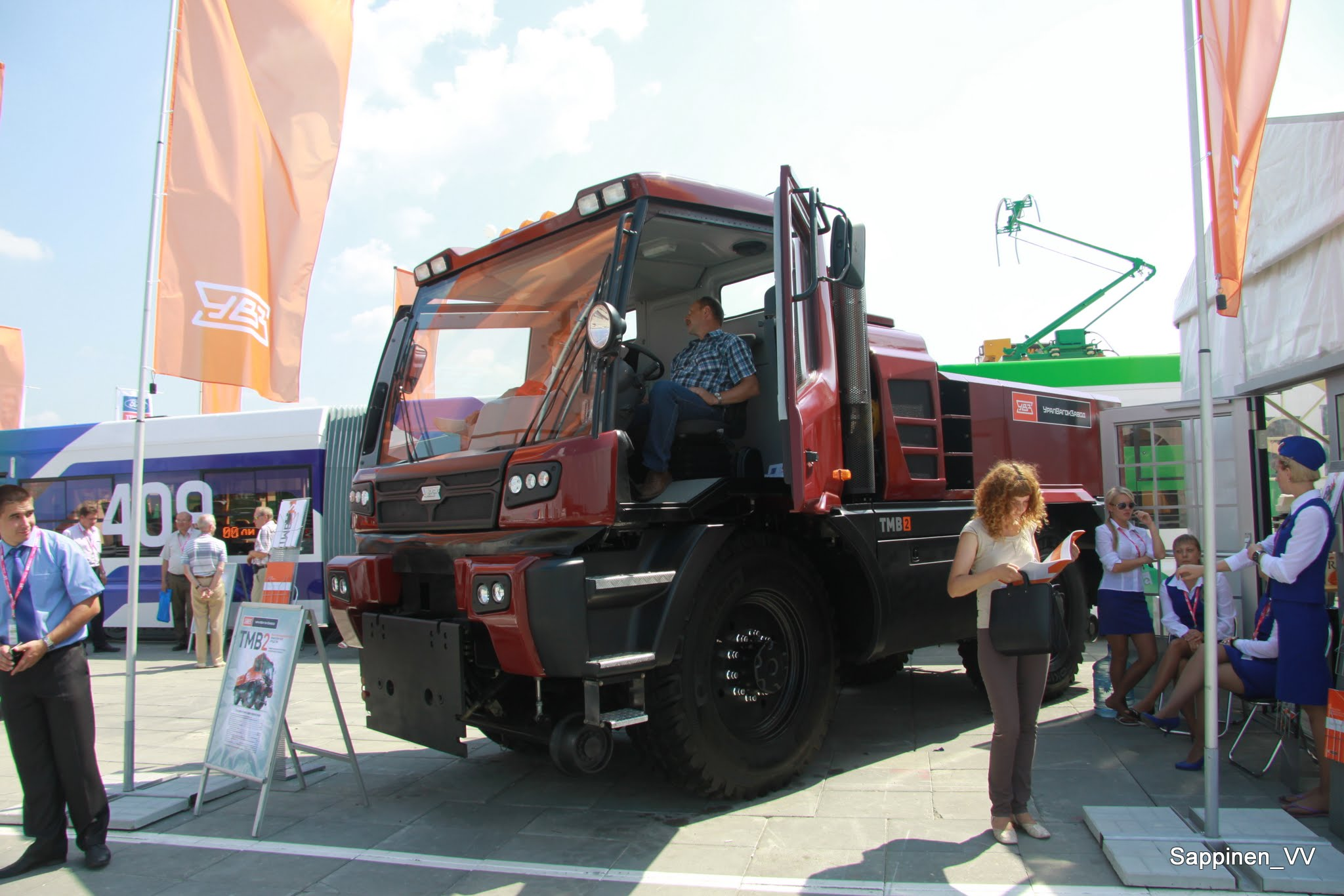
Autocarro pesante
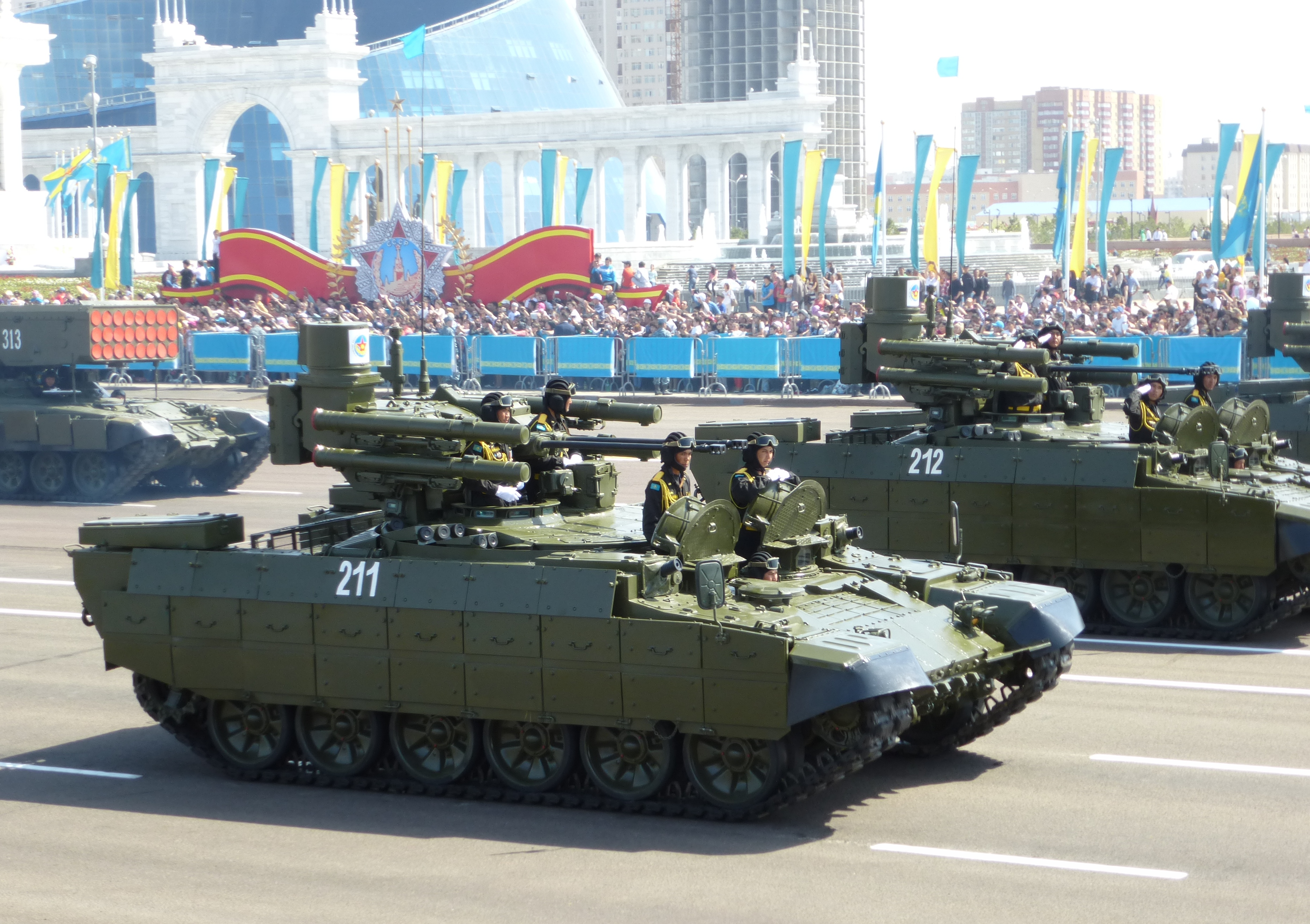
Veicolo corazzato BMPT
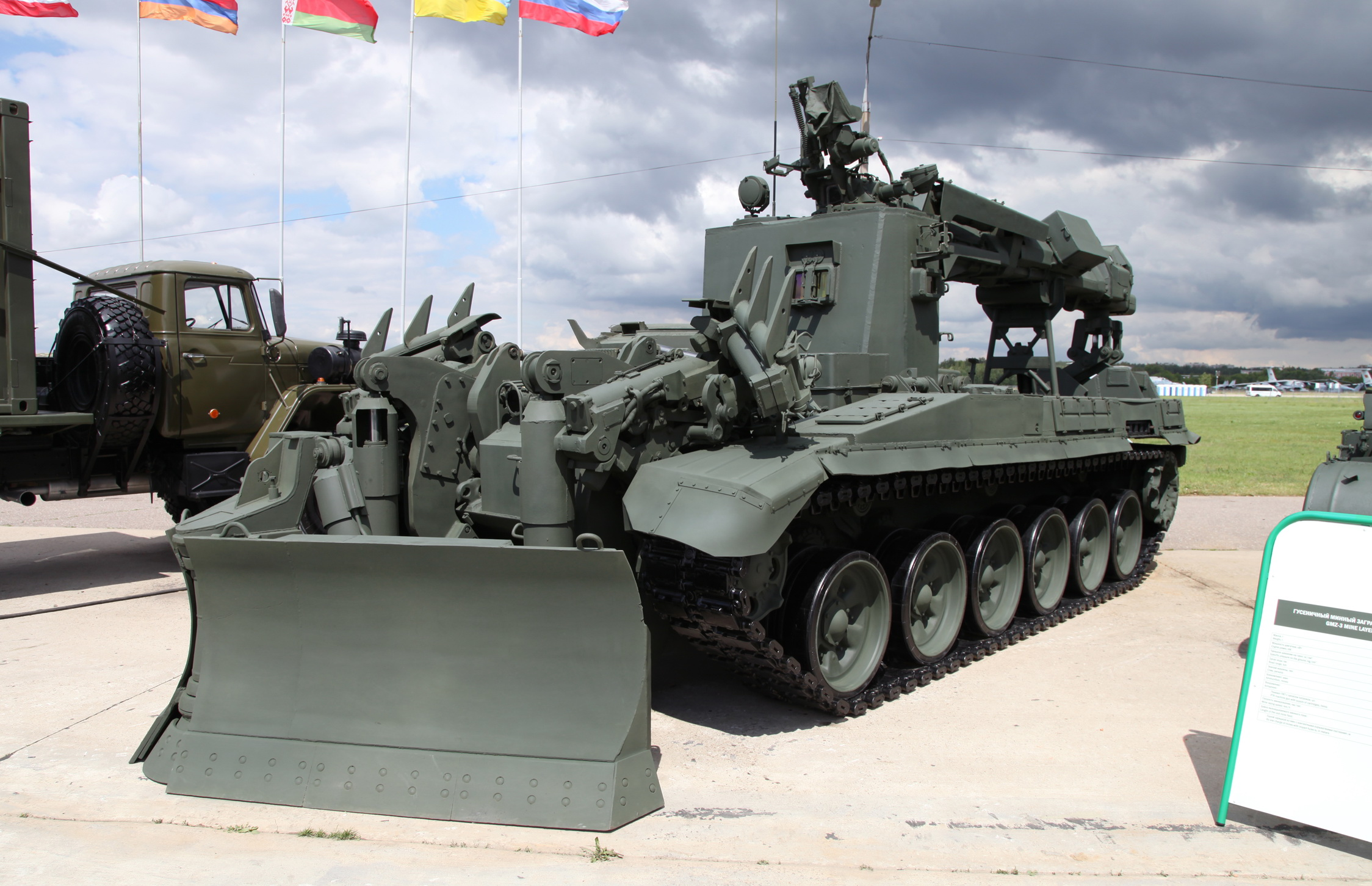
Veicolo militare pesante
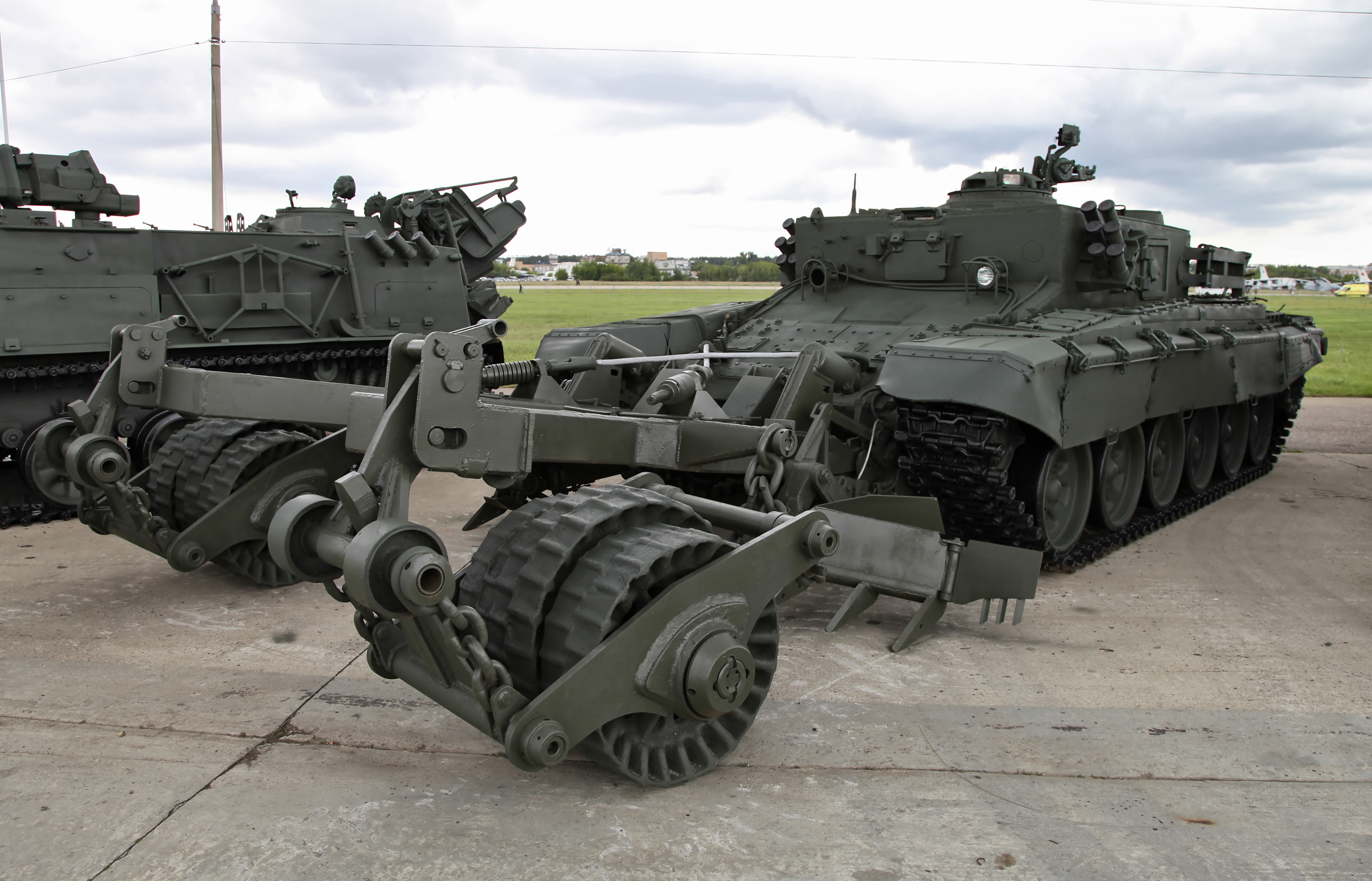
Veicolo militare per lo sminamento